# Saab Formula Junior
Saab Formula Junior – samochód wyścigowy szwedzkiej marki Saab zaprezentowany jesienią 1960 roku.

## Historia i opis modelu

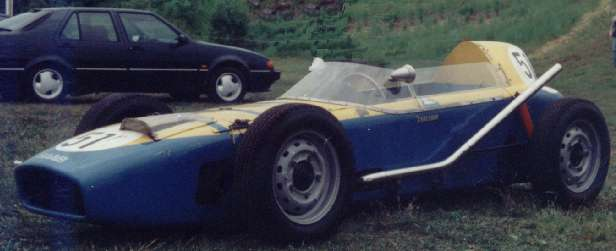
Saab Formula Junior

Pojazd został zbudowany wyłącznie do celów eksperymentalnych jednak w 1961 roku Saab wystawił dwa egzemplarze do serii ośmiu wyścigów. Auto zostało zaprojektowane przez Rolfa Mellde, który był jednym z pierwszych projektantów Saaba i kierowcą testowym modelu Formula Junior. Testy przeprowadzano niedaleko fabryki w Trollhättan.
Pojazd wyposażony został w silnik dwusuwowy napędzający koła przednie. Podwozie pojazdu wykonano z metalu połączonego z włóknem węglowym.
Jeden z egzemplarzy pojazdu znajduje się w muzeum marki w Trollhättan.